# 諏訪神社 (仙台市青葉区)

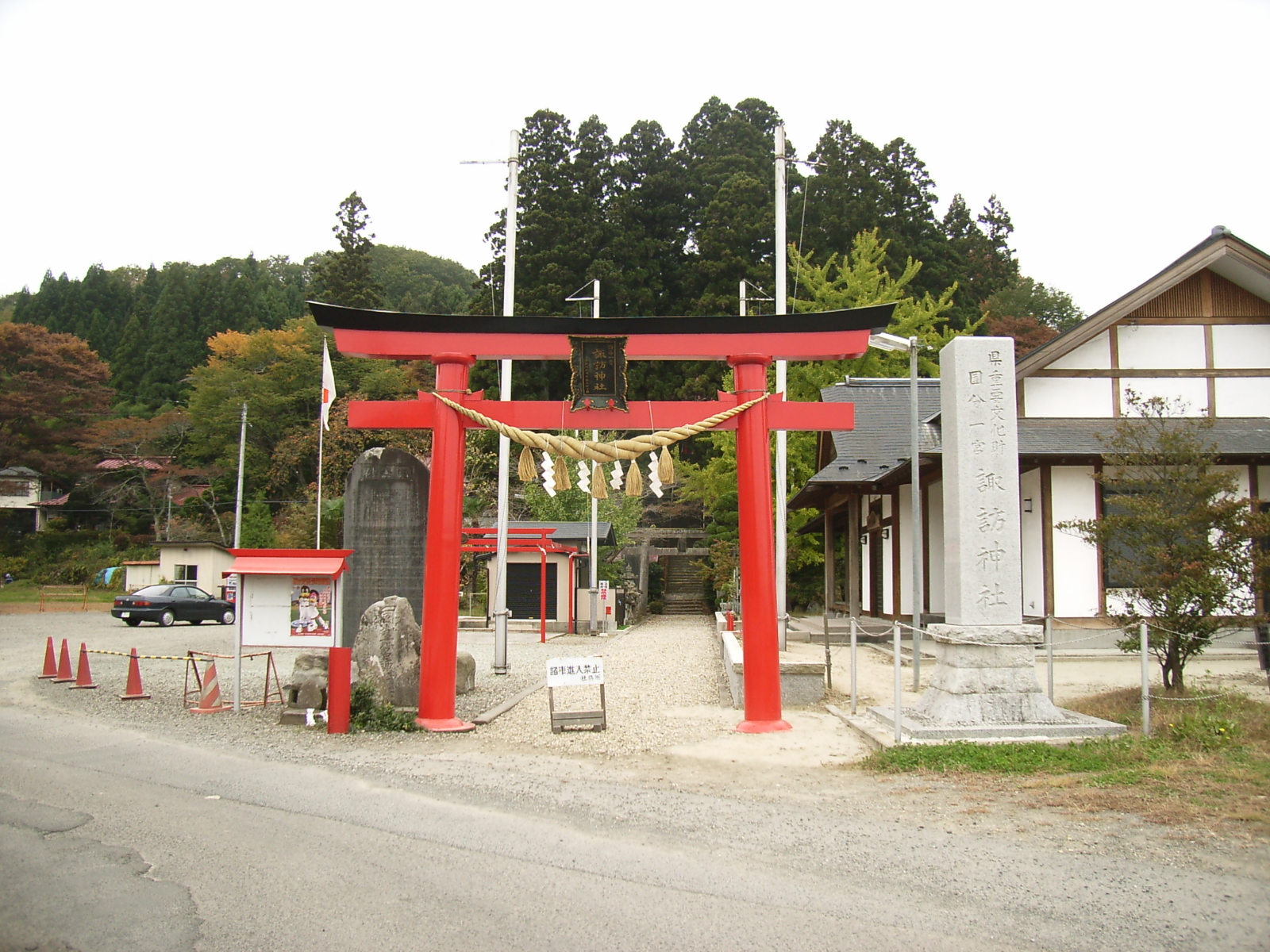
鳥居（2005年11月）

諏訪神社（すわじんじゃ）は、宮城県仙台市青葉区上愛子にある神社である。

## 概要
旧社格は村社。斉勝川が丘陵地から愛子盆地へと流れ出る地点の左岸に建つ。
本殿は県の有形文化財に指定されている。

## 祭神
- 建御名方命
- 白幡大神（中宮）・黒鳩大神（左宮）・彌渡大神（右宮）・住吉大神（夢想宮）

## 歴史
当社は元国分荘三十三ヶ村の総鎮守一宮であり、延暦年間に山神として祀られ、氏子の崇敬を集めたという。文治年中、源頼朝が平泉の藤原泰衡を討伐した際に、特に当社に祈願して戦勝を得たので、家臣の伊沢家景に本社殿を造営させ、これより建御名方命を祀って諏訪社と改称した。康正3年（1457年）、国分宗治が当社の再興を図り社殿を造営した。江戸時代には伊達政宗、茂庭定元らによって数回に亘り社殿等の造営・改修が行われた。明治7年（1874年）8月、村社に列せられ、同40年（1907年）4月には供進社に指定された。

## 文化財
宮城県指定有形文化財
- 本殿 附：棟札12枚

## アクセス
- JR仙山線・愛子駅から徒歩で約13分。
- 東北自動車道・仙台宮城ICから国道48号愛子バイパスを西進し、愛子交差点で宮城県道132号秋保温泉愛子線を南進する。すぐに側道に入り、新道の錦ヶ丘橋の下を通る旧道を斉勝川に沿ってサイカチ沼方面に向かうと正面にある。